# Daniel Alm
Daniel Karl-Olov Alm, född 15 december 1971 i Björköby i Björkö församling i Vetlanda kommun, är en svensk författare och tidigare pastor som var ledare för den svenska pingströrelsen 2016–2023 .

## Biografi
Alm har arbetat som föreståndare för pingstförsamlingarna i Oskarström (1994–1999), Tranås (2000–2006) och för Pingstkyrkan i Västerås (2006–2023). 2016 utsågs han till föreståndare i Pingst fria församlingar i samverkan, en tjänst han lämnade i oktober 2023.
Som pastor och skribent inom pingströrelsen har han skrivit flera böcker om kristen tro: Privat kyrka – orka bry sig om gemenskap (2010), Praktisk kristendom – visdom från Jakobs brev i Nya Testamentet (2012), Andens frukter och gåvor (2013), Till uppbyggelse (2016), Tungotal tänkande tjänande (2019), Alla kan be (2020) samt Går inte, det måste gå (2023). 
Alm är även redaktör för antologin Kallad, bekräftad, överlåten (2017) med texter av 38 pingstpastorer. Han har medverkat i Sveriges Radio och intervjuats eller medverkat i tidningar som Dagen, Världen idag och Vestmanlands Läns Tidning.
Alm lämnade i oktober 2023 sin tjänst som ledare för Pingströrelsen FFS efter anklagelser från en kvinnlig tidigare medarbetare om maktmissbruk och handlingar av sexuell karaktär. Alm polisanmäldes av två kvinnor. En av anmälningarna rörde misstanke om våldtäkt och den andra anmälan rörde sexuellt ofredande. Båda förundersökningarna lades ner till följd av brist på bevis.
Han blev även arbetsbefriad från sin tjänst som föreståndare för Pingstkyrkan i Västerås. En oberoende utredning tillsattes för att utreda kränkande särbehandling. I februari 2024 meddelade styrelsen för Pingst - fria församlingar i samverkan att förtroendet för Alm var förbrukat och att han därför behövde avgå som föreståndare för Pingst FFS. Alm stämde Västerås pingstförsamling då han ansåg att de gett honom sparken på felaktiga grunder. 7 april 2025 kom domen från Västmanlands tingsrätt som konstaterade att Pingstförsamlingen inte gjort fel som avskedade Alm då han på ett otillbörligt sätt utnyttjat sin roll som pastor vilket medfört kontroll och sexuella fördelar till kvinnornas skada. Alm dömdes till att ersätta Pingstförsamlingen Västerås för rättegångskostnaderna på 380 000 kronor. Alm överklagade tingsrättens dom till Arbetsdomstolen och yrkade att de skulle ogiltigförklara uppsägningen. Arbetsdomstolen meddelade 15 maj 2025 att de inte ger prövningstillstånd, och domen vann då laga kraft.